# Reverdito Editore
La Reverdito Editore è una casa editrice italiana con sede a Trento, fondata nel marzo 1970.
Si è qualificata come medio editore dal 1983 al 1993, pubblicando oltre dieci titoli l'anno.

## Storia
Fondata da Luigi Reverdito nel marzo 1970 a Trento, la casa editrice negli anni ha sviluppato, come campi principali di interesse, collane che sfociano nel romanzo storico, fantasy, fantastico, e mainstream, dando ampio spazio anche alla manualistica, alla saggistica, alle biografie e a volumi di storia dell'arte.
Dopo aver fatto parte nel corso degli anni di vari gruppi editoriali, ultimo dei quali Giunti, la Reverdito editore ha rifondato la sua organizzazione editoriale, dedicandosi alla narrativa (romanzo storico, fantastico, mainstream), alla manualistica e alla saggistica.
Fra gli autori e i personaggi noti che hanno pubblicato con la Reverdito si ricordano: Wolfgang Hohlbein, Matteo Collura, Egisto Malfatti, Demofilo Fidani, Pippo Baudo, Vittorio Sgarbi, Giorgio Tosatti, Miria di San Servolo (nome d'arte di Maria Petacci), François Brune, Biancamaria Frabotta, Arthur Machen, Francesco Falconi, Pierdomenico Baccalario, Luca Azzolini, Luca Farinotti e molti altri ancora.
Fra i saggi, si è distinto il volume biografico San Francesco d'Assisi, del giornalista Giuseppe Crescimbeni, che ha vinto il premio speciale Cesare Pavese 2009. Fra i romanzi, il volume storico-fantasy Il cavaliere dell'Anno Mille di Gianni Sembianti, vincitore del premio speciale Cesare Pavese 2010.
Nel 2013 il romanzo Gola di Pietra di Luigi Lambertini entra nella rosa delle opere presentate al Premio Strega 2013.
Nel 2019 il saggio gastronomico La salsiccia Abarth di Silvano Faggioni entra in sestina finale vincendo il Premio "Selezione" al  Premio Bancarella della Cucina 2019. Nel 2021, Dolomiti da leggenda, scritto da Beppe Conti, si aggiudica il Premio Selezione Bancarella Sport.